# Семаківська сільська рада (Коломийський район)
| Семаківська сільська рада — орган місцевого самоврядування у Коломийському районі Івано-Франківської області з адміністративним центром у с. Семаківці. Історична дата утворення: в 1940 році. Водоймища на території, підпорядкованій даній раді: річки Прут, Рутка, Турка. Сільській раді підпорядковані населені пункти: - с. Семаківці - с. Замулинці - с. Кринички |

## Склад ради
Рада складається з 16 депутатів та голови.

### Керівний склад ради
| ПІБ                          | Основні відомості                                                 | Дата обрання | Дата звільнення |
| ---------------------------- | ----------------------------------------------------------------- | ------------ | --------------- |
| Чорнецька Ярослава Дмитрівна | Сільський голова, 1958 року народження, освіта, позапартійна      | 26.03.2006   | 31.10.2010      |
| Назарійчук Іван Іванович     | Сільський голова, 1974 року народження, освіта вища, безпартійний | 31.10.2010   |                 |

Примітка: таблиця складена за даними джерела